# Inteligence (třída)

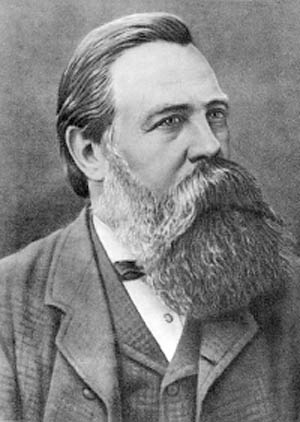
Bedřich Engels, marxistický zástupce inteligence.

Inteligence ve smyslu sociální třídy znamená skupinu lidí, kteří se živí myšlenkovou a tvůrčí prací. Patří sem intelektuálové v užším smyslu (vědci, literáti apod.), dále umělci, učitelé, inženýři a podobné profese. Termín se začal používat v Sovětském svazu, později se jeho použití rozšířilo i mimo marxistický diskurz.